# 北海道道23号網走停車場線
北海道道23号網走停車場線（ほっかいどうどう23ごう あばしりていしゃじょうせん）は、北海道網走市内を結ぶ道道（主要地方道）である。

## 概要
南2条東1丁目交差点から網走駅まで、国道39号は北に迂回する経路になっているが、当路線は網走駅まで直線で結ぶ経路になっている。

### 路線データ
- 起点：北海道網走市新町1丁目（JR北海道 石北本線・釧網本線 網走駅、国道39号交点）
- 終点：北海道網走市南2条東1丁目（国道39号・北海道道1083号網走港線交点）
- 総延長：1.126 km[1]
- 実延長：1.104 km[1]
- 重用延長：0.022 km[1]

### 道路管理者
- オホーツク総合振興局 網走建設管理部 事業課

## 歴史
- 1954年（昭和29年）3月30日 - 44号として路線認定[2]。
- 1993年（平成5年）5月11日 - 建設省から、道道網走停車場線が網走停車場線として主要地方道に指定される[3]。
- 1994年（平成6年）10月1日 - 路線番号を23号に変更[4]。

## 路線状況

### 通称
- 南中央通

### 重複区間
- 北海道道490号中園網走停車場線（全区間）

## 地理

### 通過する自治体
- オホーツク総合振興局
  - 網走市

### 交差する道路
網走市
- 国道39号 - 新町1丁目（起点）
- 北海道道490号中園網走停車場線 - 新町1丁目、南2条東1丁目（重複）
- 国道39号 - 南2条東1丁目（終点）
- 北海道道1083号網走港線 - 南2条東1丁目（終点）

### 沿線にある施設など
網走市
- JR北海道 石北本線・釧網本線 網走駅
- 網走市中央公園
- 網走地区消防組合網走消防署
- 網走バスターミナル